# Serbiska radikala partiet
Serbiska radikala partiet, förkortat SRP, (serbiska: Српска радикална странка, förkortat СРС/Srpska radikalna stranka, förkortat SRS) är ett högerextremt, ultranationalistiskt, euroskepiciskt och proryskt politiskt parti i Serbien. Vissa har även beskrivit partiet som nyfascistiskt.
Partiets nuvarande ledare (januari 2024) är Vojislav Šešelj och vice ordföranden är Aleksandar Šešelj, Vjerica Radeta, Milorad Mirčić och Miljan Damjanović.

## Historia
Serbiska radikala partiet grundades den 23 februari 1991 genom samgående mellan Serbiska förnyelserörelsen och Radikala folkpartiet.
När partiet grundades valdes Vojislav Šešelj till partiledare. Då Šešelj greps och från 2007 förhördes av Internationella brottmålsdomstolen i Haag, Nederländerna kom SRS att ledas av Tomislav Nikolić.
I presidentvalen 2004 och 2008 var Nikolić partiets presidentkandidat. Båda gångerna besegrades han i andra valomgången av Boris Tadić. Efter det sistnämnda valet bröt sig Nikolić ur SRP och startade ett eget parti, Serbiens progressiva parti. Ny partiledare blev Jadranka Šešelj.[källa behövs]

## Ideologier och mål
Serbiska radikala partiet stödjer tanken på ett bildande av ett Stor-Serbien (serbiska: Велика Србија/Velika Srbija), vilket i deras synpunkt omfattar Serbien, Kosovo, Bosnien och Hercegovina, halva Kroatien (Serbiska republiken Krajina), Montenegro och Nordmakedonien.  Även dess tidning heter Stor-Serbien. 
I ett uttalande i september 2006 krävde partiet att ett Stor-Serbien skulle bildas. Detta ledde till starka reaktioner, både från grannländerna och från demokratiska krafter i Serbien. SRP har också krävt att Serbien ska starta krig mot Kosovo, då provinsen förklarat sig självständig men som inte erkänns av landet.[källa behövs]
Partiet är emot att samarbeta med Internationella krigsförbrytartribunalen för det forna Jugoslavien (ICTY) och förespråkar att Serbien ska vara medlem i militäralliansen Kollektiva säkerhetsavtalsorganisationen.
SRP vill även förbjuda samkönade äktenskap och har i ett uttalande sagt att ''Vi kommer aldrig att acceptera lögnen om folkmordet i Srebrenica''.

## Valresultat
I de allmänna valen i slutet av 1993 fick Serbiska radikala partiet 39 platser i det serbiska parlamentet och 34 mandat i det federala jugoslaviska parlamentet.
I början av 1995 hoppade sju av parlamentariker av partiet och bildade Srpska Radikalna Stranka - Nikola Pašić. 
Från 1998 till september 2000 deltog Serbiska radikala partiet i Slobodan Miloševićs serbiska koalitionsregering.
Partiet blev vid parlamentsvalet i december 2003, landets största parti, med 82 av 250 mandat. Även 2007 blev radikalerna störst men fick, i likhet med 2003, ändå finna sig i att sitta i opposition.
Vid de två senaste parlamentsvalen har partiet förlorat alla sina platser i serbiska parlamentet, i senaste valet 2014 fick partiet bara 2,01 % av rösterna.

## Internationella relationer
Serbiska radikala partiet har band knutna till andra nationalistiska partier, som bland annat Rysslands liberaldemokratiska parti och Nationell samling i Frankrike.
Den 18 augusti 2016 genomförde SRP en demonstration mot ett besök av USA:s president Joe Biden i Belgrad i Serbien. Vid den demonstrationen kunde man se anhängare från det grekiska nynazistiska och nationalistiska partiet Gyllene gryning och det italienska nyfascistiska partiet Forza Nuova delta där.

## Bilder

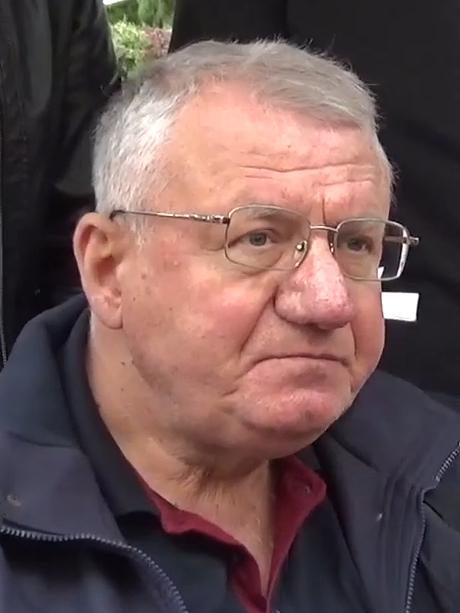
Vojislav Šešelj, partiets nuvarande ledare.
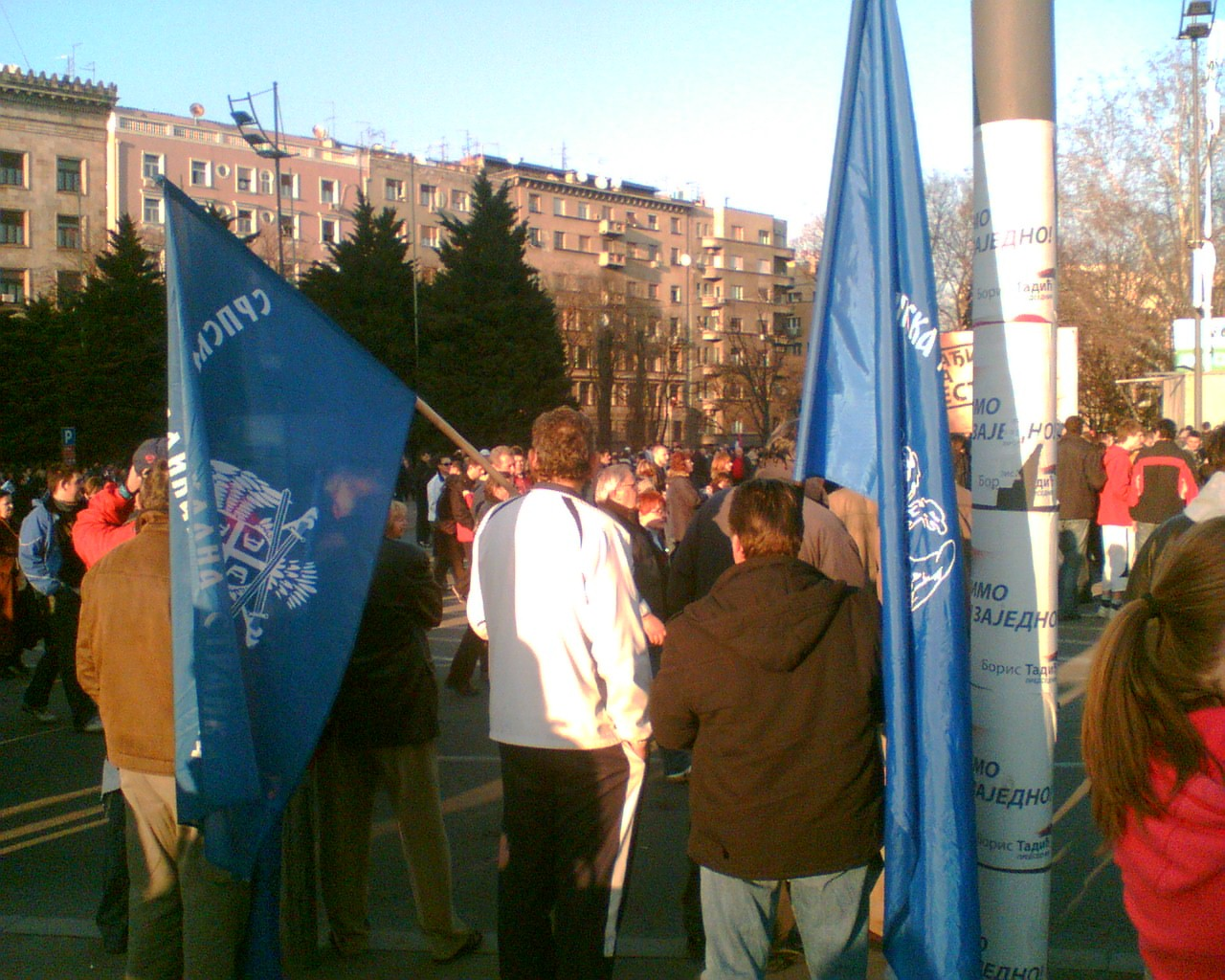
Två SRP-anhängare med SRP:s flagga i en demonstration mot Kosovos självständighetsförklaring i Belgrad, Serbien den 21 februari 2008.